# Donald III van Schotland
Donald III, Gaelisch: Dòmhnall mac Dhonnchaidh (?, 1033 - Rescobie (Angus, 1099)), bijgenaamd Bane (de eerlijke), was koning van Schotland van 1094 tot en met 1097 met een onderbreking van enige maanden in 1094.
Nadat Duncan I was gedood door Macbeth, hield Donald III zich schuil op de Hebriden, in tegenstelling tot zijn broer Malcolm III die naar Engeland was gegaan. Donald Bane was een aanhanger van de Keltische cultuur en was niet blij met de invloeden van Margaretha, de vrouw van Malcolm III. Toen Malcolm III in 1093 stierf, greep Donald Bane de macht. Hij probeerde vervolgens de verengelsing van het Schotse hof ongedaan te maken.
Duncan II, zoon van Malcolm III en Ingebjorg Finnsdotter, wist in mei 1094 door een invasie met hulp van Engelse en Franse troepen Donald III van de troon te stoten. In november van hetzelfde jaar werd Duncan II vermoord door zijn halfbroer Edmund (zoon van Malcolm III en Margaretha) en wist Donald Bane de Schotse troon weer te bemachtigen. In oktober 1097 werd hij echter door Malcolms zoon Edgar I onttroond, blind gemaakt en in de gevangenis geworpen. Hij overleed in 1099 en werd in eerste instantie begraven in Dunfermline Abbey of Dunkeld Cathedral; later werden zijn stoffelijke resten overgebracht naar Iona.
- Gemeinsame Normdatei: 1023178885
- Virtual International Authority File: 316739279
- WorldCat: E39PBJgmMchBdKKdbGjJ6MbWXd